# Celleporina aspera
Celleporina aspera är en mossdjursart som beskrevs av James Dick och Ross 1988. Celleporina aspera ingår i släktet Celleporina och familjen Celleporidae. Inga underarter finns listade i Catalogue of Life.